# Blonder
Blonder är en slags spetsar av silke, lätta lösa och skira.
Blonder var ursprungligen knypplade, senare användes begreppet även om vävda spetsar som efterliknade de knypplade. Namhnet härrör antagligen från den ljusa "blonda" färgen på råsilket, av vilka blonderna ursprungligen tillverkades. Blonder var vanliga i det sena 1700-talets modedräkt och även periodvis populära under 1800-talet.